# Dynamos Football Club
O Dynamos Football Club é um clube de futebol do Zimbabwe. Sua sede fica na cidade de Mbare.

## Histórico
- 1963 : fundação do clube com o nome de St Paul's
- ? : Renomear do clube com o nome de Dynamos Football Club Salisbury
- 1982 : Renomear do clube com o nome de Dynamos Football Club Harare

### História
Em 2013, serão 50 anos desde que os jovens jogadores de clubes dissolvida de Salisbury City e Salisbury United (respectivamente, inspirado de Manchester City e Manchester United) reuniram-se em Mbare, em 1963, para formar um clube para a população negra no que era então na Rodésia. Entre os membros fundadores foram a Obadias mas tarde "Wasu" Sarupinda, Patrick Dzvene (também atrasado), Efraim Mpariwa, Richard Chiminya (atual presidente do Clube), Nathan Maziti, Bernard "Magitare" Marriot, Josiah Akende, Allan "Teacher" Hlatywayo Freddie Mkwesha, Jairos Banda, Danny Bricks, Alois Mesikano, Sam Dauya e Sydney Matthews.
A équipa pouco conhecido não perdeu tempo é jà domina campeonato e competições, avanço rápido de várias décadas e o Dynamos FC é agora um formidável força do futebol africano, uma das equipas mais bem classificadas no continente e é, indiscutivelmente, o clube mais bem sucesso da história do Zimbabwe.
O antigos jogadores do Dynamos dos anos sessenta, Robson Rundaba que agora é um oficial sênior do clube, disse: "Quando o clube foi formado, tinha uma boa base. Dynamos tinha sua própria marca de futebol, era sobre entretenimento e vencer, o futebol ofensivo" . Dynamos foram os pioneiros do que eles chamavam de futebol naqueles dias "tapete". Mesmo Ewert Nenê chegou a estudar o modelo Dynamos para ajudar em seus esforços para estabelecer no Kaizer Chiefs na África do Sul. Em seguida, equipes competiram por apenas um troféu. Os jogadores tiveram seus postos de trabalho, e veio para jogar futebol.
Apesar de alguns momentos turbulentos ao longo dos anos, a popularidade do Dynamos manteve-se firme, devido à forma como o clube está enraizado na consciência do povo do Zimbabwe. O clube de base de apoio é estimado em 7.000 mil, daí o apelido do clube, entre outros "7 milhões Haina Ngozi." Os anos sessenta foram uma década de mudança, e o futebol no Zimbabwe não foi excepção. Rundaba compreende isso muito bem ", O Dynamos ter uma base de apoio ampla, porque da forma como começamos. O Dynamos foi a primeira negra a equipa que desafio na liga branca - é perturbar o status quo e começou a dominar o Campeonato da Rodésia de Futebol. Jogamos contra  Curlys, Arcadia, Hellenics, Italian, Queens Park. As equipas de minas também foram fortes, os gostos de Mhangura, Hwange, Caymen, St. Pauls Musami e Minas Motor. "Harrison Mbewe, também um ex-jogador lembra com carinho as músicas e cantos que iria encher o estádio quando estava jogando no Dynamos. A atmosfera no apropriadamente chamado o estádio : Estádio Rufaro (traduzido livremente para "felicidade") ainda é tão intenso e exuberante como sempre. Então, outro meio século acena, e para os jogadores de hoje alguns novos desafios, mas as botas mesmo grande para preencher. Como dizem, "sete milhões de Haina Ngozi".

### Classificações
| Época | I | II | III | IV | V | Pts    | J  | V  | E  | D  | GM | GS | +/- | TZ/TR      |
| 2010 | . |    |     |    |   | .      | .  | .  | .  | .  | .  | .  | .   | .          |
| 2009 | 2 |    |     |    |   | 56 pts | 30 | 17 | 5  | 8  | 44 | 21 | +23 | -          |
| 2008 | 2 |    |     |    |   | 58 pts | 30 | 16 | 10 | 4  | 41 | 25 | +16 | 1/2 final  |
| 2007 | 1 |    |     |    |   | 64 pts | 30 | 19 | 7  | 4  | 41 | 15 | +26 | Vencedor   |
| 2006 | 6 |    |     |    |   | 46 pts | 30 | 12 | 10 | 8  | 41 | 30 | +11 | 1/8 final  |
| 2005 | 9 |    |     |    |   | 40 pts | 30 | 11 | 7  | 12 | 38 | 38 | 0   | 1/16 final |
| 2004 | 6 |    |     |    |   | 43 pts | 30 | 10 | 13 | 7  | 40 | 29 | +11 | 1/8 final  |
| 2003 | 3 |    |     |    |   | 48 pts | 26 | 15 | 6  | 5  | 45 | 24 | +21 | Vencedor   |
| 2002 | 5 |    |     |    |   | 44 pts | 30 | 13 | 8  | 9  | 50 | 36 | +14 | 1/8 final  |
| 2001 | 4 |    |     |    |   | 50 pts | 30 | 14 | 8  | 8  | 44 | 33 | +11 | 1/4 final  |
| 2000 | 3 |    |     |    |   | 66 pts | 38 | 17 | 15 | 6  | 56 | 29 | +27 | -          |
| 1998-1999 | 2 |    |     |    |   | 71 pts | 30 | 22 | 5  | 3  | 57 | 23 | +34 | (1998 : ?) |
| 1997 | 1 |    |     |    |   | 68 pts | 30 | 20 | 8  | 2  | 78 | 33 | +45 | Final      |
| 1996 | 2 |    |     |    |   | 68 pts | 30 | 21 | 5  | 4  | 79 | 26 | +53 | Vencedor   |
| 1995 | 1 |    |     |    |   | 58 pts | 30 | 17 | 7  | 6  | 54 | 29 | +25 |            |
| 1994 | 1 |    |     |    |   | 62 pts | 30 | 19 | 5  | 6  | 66 | 30 | +36 |            |
| 1993 | 5 |    |     |    |   | 34 pts | 30 | 10 | 14 | 6  | 37 | 37 | 0   |            |
| 1992 | 7 |    |     |    |   | 26 pts | 26 | 10 | 6  | 10 | 40 | 44 | -4  |            |
| 1991 | 1 |    |     |    |   |        | 22 |    |    |    |    |    |     |            |
| 1990 | 3 |    |     |    |   | 30 pts | 22 |    |    |    |    |    |     |            |
| 1989 | 1 |    |     |    |   | 35 pts | 22 |    |    |    |    |    |     | Vencedor   |
| 1988 | 2 |    |     |    |   | 33 pts | 24 |    |    |    |    |    |     | Vencedor   |
| 1987 | 2 |    |     |    |   |        |    |    |    |    |    |    |     |            |
| 1986 | 1 |    |     |    |   | 41 pts | 26 |    |    |    |    |    |     | Vencedor   |
| 1985 | 1 |    |     |    |   | 42 pts | 26 | 18 | 6  | 2  | 64 |    |     | Vencedor   |
| 1983 | 1 |    |     |    |   | 36 pts | 26 |    |    |    |    |    | +36 |            |
| 1982 | 1 |    |     |    |   |        |    |    |    |    |    |    |     |            |
| 1981 | 1 |    |     |    |   |        |    |    |    |    |    |    |     |            |
| 1980 | 1 |    |     |    |   |        |    |    |    |    |    |    |     |            |
| Classificações no Campeonato da Rodésia (antes que chama-se Zimbabué) |   |    |     |    |   |        |    |    |    |    |    |    |     |            |
| 1978 | 1 |    |     |    |   |        |    |    |    |    |    |    |     |            |
| 1976 | 1 |    |     |    |   |        |    |    |    |    |    |    |     | Vencedor   |
| 1970 | 1 |    |     |    |   |        |    |    |    |    |    |    |     |            |
| 1966 | 1 |    |     |    |   |        |    |    |    |    |    |    |     | 2a ronda   |
| 1965 | 1 |    |     |    |   |        |    |    |    |    |    |    |     |            |
| 1963 | 1 |    |     |    |   |        |    |    |    |    |    |    |     |            |
| I - 1.ª Divisão; II - 2.ª Divisão; III - 3.ª Divisão; IV - 4.ª Divisão; V - 5.ª Divisão; Pts - Pontos; J - Jogos; V - Vitórias; E - Empates; D - Derrotas; GM - Golos Marcados; GS - Golos Sofridos; +/- - Diferença de Golos; TR - Taça do Zimbabué; TR - Taça da Rodésia |   |    |     |    |   |        |    |    |    |    |    |    |     |            |

|  |                                    |
|  | Qualificação à divisão superior    |
|  | Desqualificação à divisão inferior |

## Copa da África
| Data | Ronda                    | Adversário                | Resultado               | Competição                                 |
| 2010 | Fase de grupos (Grupo A) | Espérance Tunis           | – / –                   | Liga dos Campeões da África de 2010        |
|      | Fase de grupos (Grupo A) | ES Sétif                  | – / –                   |                                            |
|      | Fase de grupos (Grupo A) | TP Mazembe                | – / –                   |                                            |
|      | Terceira fase            | Gaborone United           | 4 – 1 / 0 – 1           |                                            |
|      | Segunda fase             | FC Saint Eloi Lupopo      | 1 – 0 / 1 – 0           |                                            |
| 2008 | Semi-finais              | Cotonsport Garoua         | 0 – 1 / 0 – 4           | Liga dos Campeões da África de 2008        |
|      | Fase de grupos (Grupo A) | Al-Ahly                   | 1 – 2 / 0 – 1           |                                            |
|      | Fase de grupos (Grupo A) | Zamalek SC                | 0 – 1 / 1 – 0           |                                            |
|      | Fase de grupos (Grupo A) | ASEC Mimosas              | 2 – 1 / 2 – 1           |                                            |
|      | Terceira fase            | Étoile du Sahel           | 1 – 0 / 1 – 0           |                                            |
|      | Segunda fase             | CD Costa do Sol           | 3 – 0 / 1 – 2           |                                            |
|      | Primeira fase            | Royal Leopards            | 1 – 0 / 2 – 0           |                                            |
| 2004 | 1/16 final               | King Faisal Babies        | 0 – 1 / 0 – 4           | Copa das Confederações da CAF 2004         |
|      | Fase preliminar          | Savanne SC                | 0 – 0 / 3 – 0           |                                            |
| 1999 | Fase de grupos (Grupo B) | ASEC Mimosas              | 0 – 2 / 2 – 1           | Liga dos Campeões da África de 1999        |
|      | Fase de grupos (Grupo B) | Espérance Tunis           | 0 – 2 / 0 – 1           |                                            |
|      | Fase de grupos (Grupo B) | AS Saint-Louisienne       | 0 – 1 / 7 – 2           |                                            |
|      | Segunda fase             | Vital'O                   | 2 – 0 / 1 – 0           |                                            |
|      | Primeira fase            | Lesotho Defence Force     | 3 – 0 / 1 – 0           |                                            |
| 1998 | Final                    | ASEC Mimosas              | 0 – 0 / 2 – 4           | Liga dos Campeões da África de 1998        |
|      | Fase de grupos (Grupo A) | Étoile du Sahel           | 1 – 0 / 0 – 1           |                                            |
|      | Fase de grupos (Grupo A) | Hearts of Oak             | 1 – 1 / 0 – 1           |                                            |
|      | Fase de grupos (Grupo A) | Dolphin FC                | 3 – 0 / 1 – 0           |                                            |
|      | Terceira fase            | Ferroviário de Maputo     | 1 – 1 / 1 – 0           |                                            |
|      | Segunda fase             | Telecom Wanderers         | 2 – 1 / 2 – 1           |                                            |
| 1997 | Segunda fase             | Jomo Cosmos               | 2 – 1 / 0 – 2           | Copa Africana dos Vencedores de Taças 1997 |
|      | Primeira fase            | Bata Bullets              | 1 – 0 / 1 – 0           |                                            |
|      | Fase preliminar          | Sigara SC                 | 0 – 1 / 3 – 0           |                                            |
| 1996 | Terceira fase            | ICC Shooting Stars        | 1 – 5 / 3 – 1           | Copa Africana dos Campeões 1996            |
|      | Segunda fase             | Gor Mahia                 | 1 – 0 / 1 – 0           |                                            |
| 1995 | Quartas-de-finais        | Express FC                | 1 – 0 / 1 – 2           | Copa Africana dos Campeões 1995            |
|      | Segunda fase             | US Chaouia                | 1 – 1 / 3 – 2           |                                            |
|      | Primeira fase            | Al Hilal Omdurman         | 1 – 0 / 1 – 0           |                                            |
| 1991 | Quartas-de-finais        | BCC Lions                 | 1 – 1 / 0 – 3           | Copa Africana dos Vencedores de Taças 1991 |
|      | Segunda fase             | Diables Noirs             | 2 – 0 / 1 – 1           |                                            |
|      | Primeira fase            | CD Maxaquene              | 5 – 1 / 2 – 0           |                                            |
| 1990 | Segunda fase             | Al Hilal Omdurman         | 2 – 1 / 0 – 1           | Copa Africana dos Campeões 1990            |
|      | Primeira fase            | Atlético Petróleos Luanda | 1 – 1 / 1 – 1 (5-4 pen) |                                            |
| 1989 | Primeira fase            | BFV FC                    | 0 – 1 / 1 – 1           | Copa Africana dos Vencedores de Taças 1989 |
| 1987 | Quartas-de-finais        | Canon Yaoundé             | 1 – 2 / 1 – 1           | Copa Africana dos Campeões 1987            |
|      | Segunda fase             | FC Saint-Eloi Lupopo      | 3 – 1 / 1 – 1           |                                            |
|      | Primeira fase            | Mbabane Highlanders       | 6 – 1 / 2 – 1           |                                            |
| 1986 | Segunda fase             | Zamalek SC                | 1 – 2 / 0 – 2           | Copa Africana dos Campeões 1986            |
|      | Primeira fase            | Maji Maji                 | 5 – 1 / 2 – 0           |                                            |
| 1984 | Quartas-de-finais        | JS Kabylie                | 2 – 0 / 0 – 2 (2-3 pen) | Copa Africana dos Campeões 1984            |
|      | Segunda fase             | Kampala City Council      | 0 – 0 / 2 – 1           |                                            |
|      | Primeira fase            | HTMF Mahajanga            | 3 – 0 / 2 – 0           |                                            |
| 1983 | Segunda fase             | Al-Ahly                   | 1 – 4 / 1 – 2           | Copa Africana dos Campeões 1983            |
|      | Primeira fase            | AFC Leopards              | 5 – 1 / 0 – 3           |                                            |
| 1982 | Segunda fase             | FC Saint-Eloi Lupopo      | 0 – 0 / 1 – 1           | Copa Africana dos Campeões 1982            |
|      | Primeira fase            | Botswana Defence Force XI | 2 – 2 / 2 – 1           |                                            |
| 1981 | Quartas-de-finais        | JS Kabylie                | 0 – 3 / 2 – 2           | Copa Africana dos Campeões 1981            |
|      | Segunda fase             | ICC Shooting Stars        | 2 – 1 / 3 – 0           |                                            |
|      | Primeira fase            | Linare FC                 | 5 – 0 / 1 – 1           |                                            |

## Elenco atual
Até o 3 de março de 2010
Nota: Bandeiras indicam equipe nacional, conforme definido pelas regras de elegibilidade da FIFA. Os jogadores podem ter mais de uma nacionalidade não-FIFA.
| N.º |          | Posição | Jogador             |
| --- | -------- | ------- | ------------------- |
| 17  | Zimbabwe | G       | Tinashe Dzambara    |
|     | Zimbabwe | G       | Washington Arubi    |
|     | Zimbabwe | G       | Munyaradzi Diya     |
| 3   | Zimbabwe | D       | Tafadzwa Maingire   |
| 22  | Zimbabwe | D       | George Magariro     |
|     | Zimbabwe | D       | Zephania Ngodzo     |
|     | Zimbabwe | D       | Guthrie Zhokinyi    |
|     | Zimbabwe | D       | Augustine Mbara     |
|     | Zimbabwe | D       | Phillip Sithole     |
|     | Zimbabwe | D       | Matthew Mahala      |
|     | Zimbabwe | D       | David Kutyauripo    |
| 4   | Zimbabwe | M       | Brighton Tuwaya     |
| 11  | Zimbabwe | M       | Wonder Sithole      |
| 18  | Zimbabwe | M       | Lovemore Mapuya     |
|     | Zimbabwe | M       | Edmore Mashiri      |
|     | Zimbabwe | M       | Benjamin Marere     |
|     | Zimbabwe | M       | Nicholas Alifandika |
|     | Zimbabwe | M       | Milton Makopa       |

| N.º |          | Posição | Jogador              |
| --- | -------- | ------- | -------------------- |
|     | Zimbabwe | M       | Timire Mamvura       |
|     | Zimbabwe | M       | Godknows Mangani     |
|     | Zimbabwe | M       | Ashley Rambanepasi   |
|     | Zimbabwe | M       | Farai Vimisayi       |
|     | Zimbabwe | M       | Kumbulani Banda      |
|     | Zimbabwe | M       | Isaac Pitamuja       |
|     | Zimbabwe | M       | Thabani Kamusoko     |
| 6   | Zimbabwe | A       | Murape Murape        |
| 7   | Zimbabwe | A       | Lloyd Hlala          |
| 19  | Zimbabwe | A       | Cuthbert Malajila    |
|     | Zimbabwe | A       | Evans Gwekwerere     |
|     | Zimbabwe | A       | Merciful Ncube       |
|     | Zimbabwe | A       | Tawanda Ushe         |
|     | Zimbabwe | A       | Felix Kuswatuka      |
|     | Zimbabwe | A       | Dilani Chivandire    |
|     | Zimbabwe | A       | Francis Mandiwanzira |
|     | Zimbabwe | A       | Lewis Mataure        |

## Títulos
- Campeonato da Rodésia : 6 vezes — 1963, 1965, 1966, 1970, 1976, 1978
- Campeonato do Zimbabwe : 14 vezes — 1980, 1981, 1982, 1983, 1985, 1986, 1989, 1991, 1994, 1995, 1997, 2007, 2011, 2012|2012
- Copa da Rodésia : 1 vezes — 1976
- Copa do Zimbabwe : 7 vezes — 1985, 1986, 1988, 1989, 1996, 2003, 2007
- Troféu da Indepêndancia do Zimbabwe : 6 vezes — 1983, 1990, 1995, 1998, 2004, 2010
- Supercopa do Zimbabwe : 2 vezes — 2002, 2008
- Troféu OK Woza Bhora : 1 vez — 2004
- Gotchie Gotchie Challenge : 1 vez— 2009